# Westwing A/S
Westwing A/S war eine norwegische Regionalfluggesellschaft mit Sitz in Bergen.

## Geschichte
Westwing A/S wurde 1966 zunächst als Betreiber von Wasserflugzeugen gegründet. Sie war eine Tochtergesellschaft von Ocean Products A/S. Am 21. Februar 1966 wurden etliche Flugzeuge auf diese Gesellschaft registriert, alle zum Einsatz durch Westwing. Dabei handelte es sich um eine Cessna 180, zwei Cessna 185, eine Cessna 206 und eine de Havilland Canada DHC-3 Otter.
In den Jahren 1967 und 1968 wurde die Flotte um zwei Beechcraft Baron erweitert.
Die im August 1968 verunglückte Otter LN-BFD (siehe unter Zwischenfälle) wurde im selben Jahr durch eine andere DHC-3 Otter aus dem Bestand der Norwegischen Luftstreitkräfte (LN-TSC) ersetzt. Diese Maschine wurde im Februar 1970 als CF-QEI an die kanadische Bradley Air Services abgegeben. 
Etwa im Jahr 1972 stellte Westwing A/S den Betrieb ein.

## Flotte
Im Laufe ihres Bestehens hatte Westwing unter anderem diese Luftfahrzeugtypen eingesetzt:
- Beechcraft Baron B.55, D.55 (LN-TVP, -TVC)
- Cessna 180 (LN-BID, -IKU)
- Cessna 185 (LN-BID, -IKU)
- Cessna U.206B (LN-IKM, -TSG)[6]
- de Havilland Canada DHC-3 Otter (LN-BFD, -TSC)

## Zwischenfälle
Von ihrer Gründung 1966 bis zur Betriebseinstellung 1972 kam es bei Westwing zu einem Totalschaden eines Flugzeugs: 
- Am 31. August 1968 startete ein zehnsitziges Schwimmerflugzeug des Typs de Havilland Canada DHC-3 Otter der Westwing A/S (Luftfahrzeugkennzeichen LN-BFD) von deren Stützpunkt am Hafen von Odda im Landkreis Ullensvang, südöstlich von Bergen. Ziel war der 32 Kilometer entfernte, auf 1173 Meter Höhe gelegene See Litlosvatnet. Dorthin sollten fünf Rentierjäger zur Jagd auf dem Hochplateau der Hardangervidda gebracht werden, das weitgehend nicht durch Straßen erschlossen ist. Bei tiefen, teilweise aufliegenden Wolken und schlechter Sicht wurde die Maschine 22 Kilometer östlich von Odda auf einer Höhe von 1298 Metern in einen Hügel geflogen. Beim Aufprall zerbrach das Flugzeug in drei Teile und wurde durch den folgenden Brand nahezu vollständig zerstört. Bei diesem CFIT (Controlled flight into terrain) kamen der Pilot und 5 der 6 Passagiere ums Leben. Ein im Heck sitzender Passagier überlebte verletzt. Als Unfallursache wurde festgestellt, dass der nach Sichtflugregeln fliegende Pilot den Flug unter dafür völlig ungeeigneten Wetterbedingungen in schwierigem Gelände fortsetzte.[7][8]